# 女王塔 (倫敦)

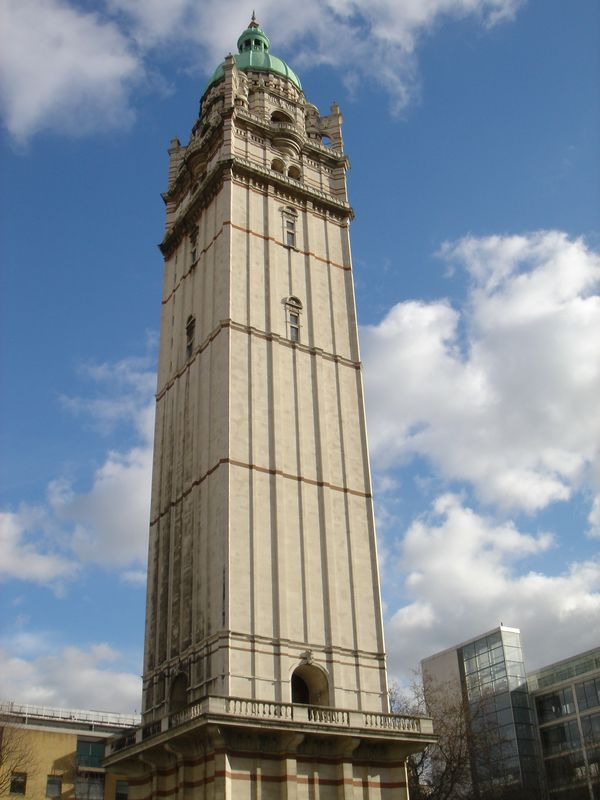
女王塔外觀

女王塔（英語：The Queen's Tower），或稱皇后塔，位於倫敦帝國學院南肯星頓校區內，是校園裡的一座標誌性建築。
塔高287英尺（85米），塔身由波蘭石砌成，頂部有一個外層銅造的圓頂。從地面走到塔頂，要攀上324級狹窄的螺旋階梯。
女王塔曾經是帝國研究院（Imperial Institute）的一部分，也是它唯一保留下來的建築。研究院於1887年維多利亞女王金禧時創立，又於1957年起拆卸。塔原來和一座大樓相連，在1966至1968年改建成一座獨立的建築。直到今天，塔內還保留著以前設置水缸的大堂。塔前面還有兩尊石獅子，是從研究院的正門遷移過來的。
塔上懸掛著10口大鐘，是澳洲於1982年送贈的禮物，以英國王室成員的名字命名。每逢重要的王室成員生日或其他王室紀念日，大鐘都會在下午敲響。
在頂部的圓頂下面，設有一個觀景台。女王塔是倫敦市西南部最高的建築物之一，因此每個方向都享有毫無障礙的景觀。然而，塔是不對公眾開放的。
女王塔現在由倫敦帝國學院管理。於夜間有射燈照射。

## 參看
- 女王草坪

## 外部連結
- （英文）倫敦帝國學院 - 女王塔簡介